# Can’t Let Go
«Can’t Let Go» (с англ. — «Не могу отпустить») — песня американской певицы Мэрайи Кэри, выпущенная в октябре 1991 года лейблом Columbia Records в качестве второго сингла с её второго студийного альбома, Emotions (1991). Авторами являются Мэрайя Кэри и Уолтер Афанасьефф. «Can’t Let Go» — композиция в форме медленного джема; вокал Кэри охватывает более трёх октав, отличаясь использованием свисткового регистра. Текст песни повествует о грусти после окончания отношений с возлюбленным.
Песня была включена в «живой» альбом MTV Unplugged, а также в сборники Greatest Hits (2001) и The Ballads (2008).

## Список композиций
| 7-дюймовый сингл, кассетный сингл, CD, mini-CD сингл 1. «Can’t Let Go» (edit) 2. «To Be Around You» 12-дюймовый сингл, CD макси-сингл 1. «Can’t Let Go» (edit) 2. «To Be Around You» 3. «Can’t Let Go» | CD макси-сингл 2 1. «Can’t Let Go» (edit) 2. «To Be Around You» 3. «The Wind» CD макси-сингл 3 1. «Can’t Let Go» (edit) 2. «I Don’t Wanna Cry» 3. «All in Your Mind» |

## Сведения об авторах и коллективе
Информация взята из аннотации к компакт-диску Emotions.
- Вокал, бэк-вокал — Мэрайя Кэри
- Музыкальные продюсеры — Мэрайя Кэри, Уолтер Афанасьефф
- Музыкальные инструменты и программирование — Уолтер Афанасьефф
- Музыкальное программирование — Рен Клайс, Гэри Сирмелли
- Сведе́ние — Дана Джон Шаппелл

## Чарты
| Чарт (1991–92)                        | Высшая позиция |
| ------------------------------------- | -------------- |
| Австралия (ARIA)                      | 63             |
| Европа (European Hot 100 Singles)     | 69             |
| Нидерланды (Single Top 100)           | 77             |
| Великобритания (OCC UK Singles)       | 20             |
| США (Billboard Hot 100)               | 2              |
| США (Billboard Adult Contemporary)    | 1              |
| США (Billboard Hot R&B/Hip-Hop Songs) | 2              |

| Чарт (1992)                           | Позиция |
| ------------------------------------- | ------- |
| США (Billboard Hot 100)               | 23      |
| США (Billboard Hot R&B/Hip-Hop Songs) | 24      |

## Сертификации и продажи
| Регион                                                                      | Сертификация | Продажи |
| --------------------------------------------------------------------------- | ------------ | ------- |
| США (RIAA)                                                                  | Золотой      | 500 000 |
| Данные о продажах + прослушиваниях приведены только на основе сертификации. |              |         |